# Michele Cortegiani

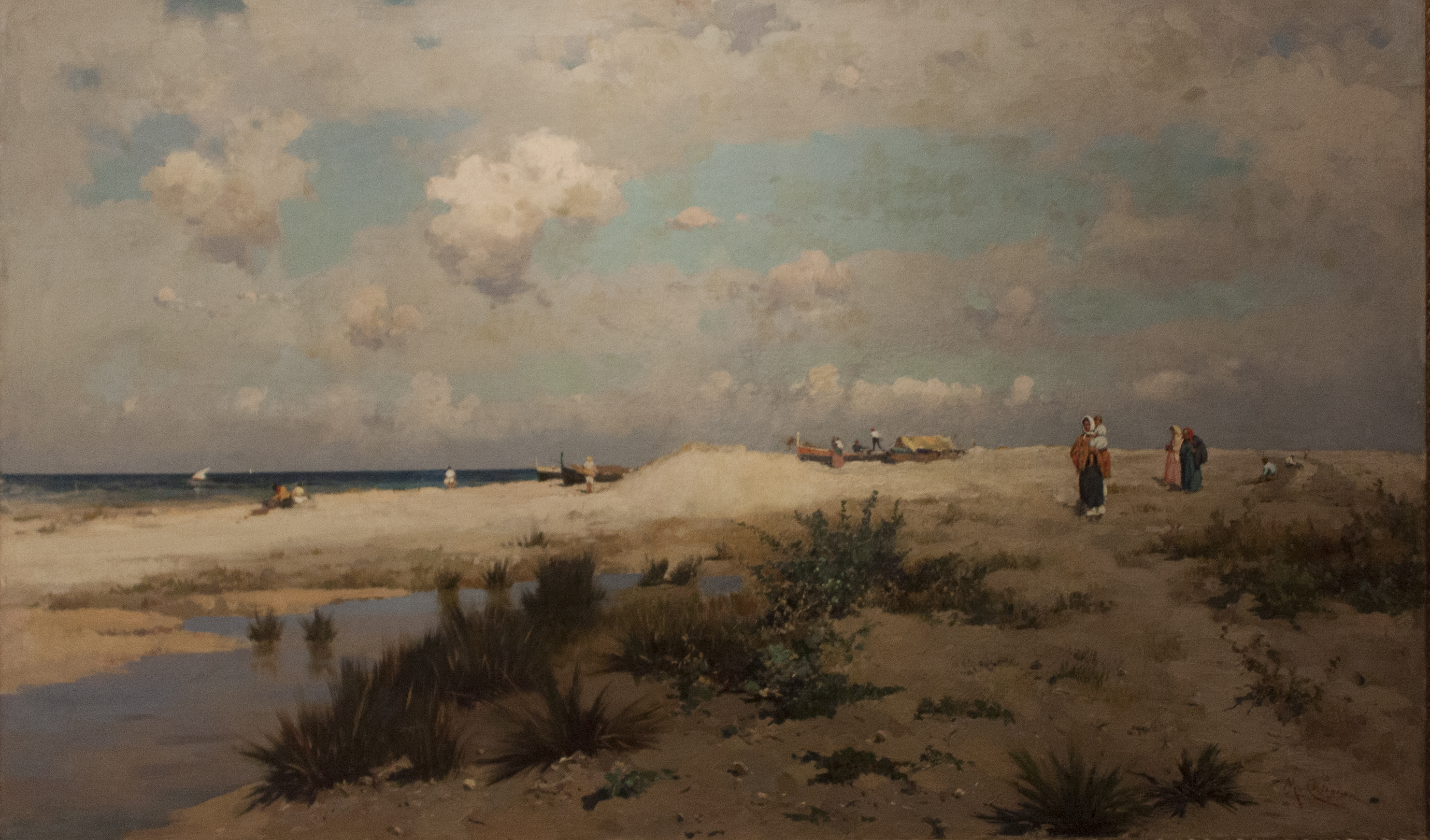
Isola delle Femmine (1884)

Michele Cortegiani (Palermo, 8 febbraio 1857 – Tunisi, 26 gennaio 1919) è stato un pittore italiano, autore di paesaggi marini della natia Sicilia, poi scorci e vedute della Tunisia, di ritratti femminili e soggetti di genere.

## Biografia

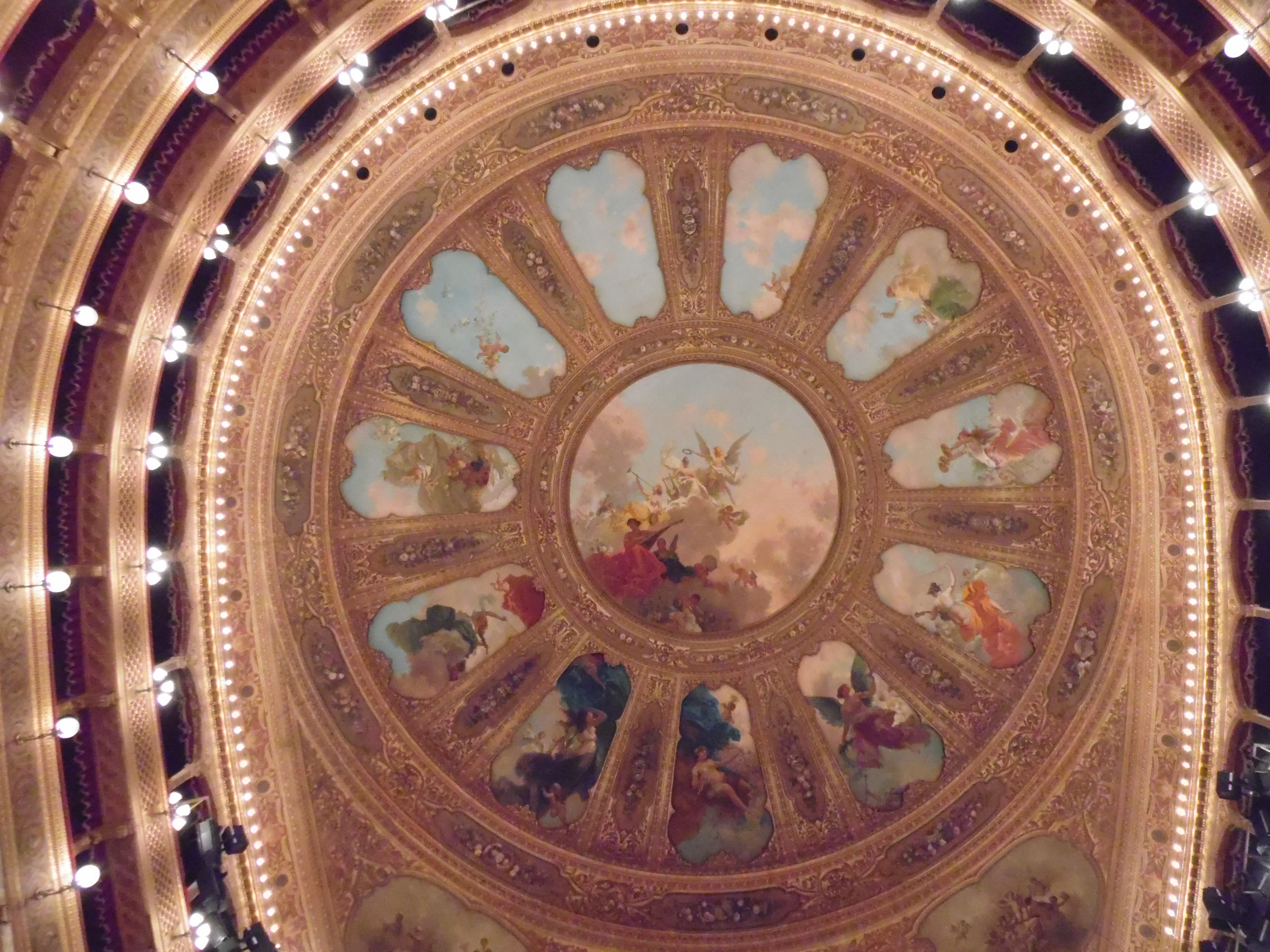
Decorazioni e affreschi cupola del Teatro Massimo di Palermo

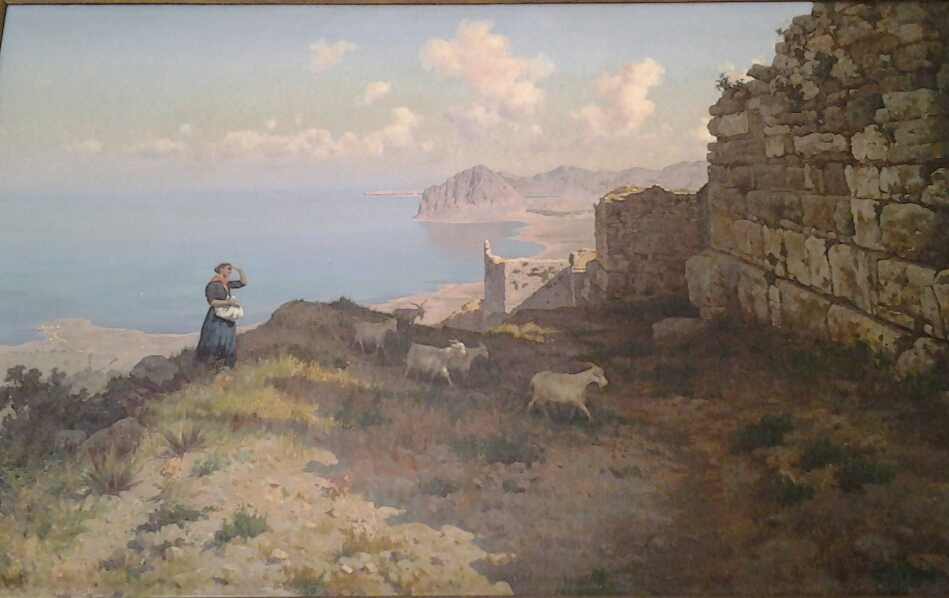
Mura fenicie di Erice (1891), Palazzo dei Normanni.

Alcune fonti insistono sulle origini napoletane dell'artista pur confermando la formazione prettamente palermitana. Allievo di Francesco Lojacono, con il quale si trasferì a Parigi nel periodo a cavallo il 1877 e il 1881.
Collaborò alla decorazione del soffitto del Teatro Massimo di Palermo, affiancando Luigi Di Giovanni ed Ettore De Maria Bergler, sotto la direzione di Rocco Lentini, 1893 - 1897. L'idea di Lentini per il soffitto era quella di una grande ruota con raggi dorati che contrastava con lo sfondo azzurro. All'interno di ogni raggio, pannelli denominati petali, sono raffigurati angeli e figure femminili con strumenti musicali dipinti su tela, mentre nel grandioso tondo centrale è realizzata l'allegoria del Trionfo della Musica.
Nel 1902 è chiamato dalla comunità italiana a Tunisi che lo terrà in gran conto e partecipare alle esposizioni di belle arti presso il Salon Tunisien. Permanenza caratterizzata da una carriera locale brillante, frangente durante il quale affresca il Casinò cittadino e il Théâtre Municipal, opere oggi purtroppo coperte da mani di pittura murale.
In Sicilia, insieme a Lojacono, De Maria Bergler, Michele Catti e altri pittori della loro scuola, il gruppo divenne noto come i "maestri del colore" a causa del modo in cui catturavano la luce dei porti e dei sonnolenti villaggi della Sicilia.
Le esequie civili in quanto massone, ebbero luogo il 27 gennaio 1919 partendo dalla casa di rue Es-Sadikia, 15 a Tunisi.

## Opere
- 1882, Nel porto di Palermo, esposto a Milano.
- 1884, Palermo.
- 1886, Voliera di Villa Giulia, dipinto.
- 1887, Ritratto della contessa Sant, Malta.
- 1887, San Giuseppe col bambino, quadro d'altare documentato in una chiesa di San Giuseppe di Malta.
- 1888, Grecale.
- 1890c., Veduta di Palermo da Mezzomonreale.
- 1891c., Catacombe dei Cappuccini, dipinto oggi perduto. Opera presentata all'Esposizione nazionale di Palermo del 1892.
- 1891, Mura fenicie di Erice, dipinto, Palazzo dei Normanni. Opera presentata all'Esposizione nazionale di Palermo del 1892.
- 1891, San Giuseppe col bambino, dipinto, opera documentata nella chiesa di San Giuseppe dei Teatini di Palermo.
- 1893 - 1897, Ciclo, affreschi realizzati in collaborazione con Rocco Lentini e Ettore De Maria Bergler, opere presenti nella cupola del Teatro Massimo di Palermo.
- 1895, Beauty in satin and pearls.
- 1897, San Martino, Isola delle Femmine, Donne in preghiera, pastelli, opere esposte nella Galleria Civica di Palermo.
- 1899 - 1900, Ciclo, affreschi realizzati in collaborazione con Ettore De Maria Bergler e Rocco Lentini, negli ambienti del Grand Hòtel Villa Igiea di Palermo.
- 1900, Ragazze in preghiera, Profilo di donna, pastelli.
- 1901, Il sonno, pastello, opera presentata all'Esposizione del Glaspalast di Monaco di Baviera.
- 1902, Ciclo, affreschi, opere documentate nel Casinò e il Théâtre Municipal di Tunisi.
- ?, Figura di ragazza, pastello su carta.
- ?, Popolana con spilloni, olio su tela, autografo.
- ?, Scorcio di villa,
- ?, Chiostro del duomo di Monreale, olio su cartone.
- ?, Tunisienne.
- ?, Strada di Tunisi.
- ?, Due papere.
- ?, Nudo di donna.
- ?, Vue de Tunis.
- ?, Animation sur une place à Tunis.
- ?, Le café des Nattes à Sidi Bou Saïd.
- ?, Quattro scene orientaliste.
- ?, Portrait de femme aux boucles d'oreilles ....
- ?, Veduta costiera.
- ?, Scène de rue animée à Tunis.
- ?, Arabes sous la porte de la ville, Tunis.
- ?, Marabout devant la baie, Djerba.
- ?, Devant la porte de la ville, Tunis.
- ?, Rue animée à Tunis.
- ?, Barca alla punta
- ?, Paesaggio alberato.
- ?, Strada per Monreale, olio su tela.
- ?, Zisa.
- ?, Pesca del granchi.
- ?, Barche alla punta nel Porto di Palermo, olio su tela, due dipinti firmati e dedicati a Gioacchino di Marzo.

## Esposizioni
- 1883, Società promotrice di belle arti di Genova.
- 1884, Esposizione Generale Italiana, in seguito Esposizione internazionale d'arte decorativa moderna di Torino.
- 1891, Société Nationale des Beaux-Arts di Parigi.
- 1892, Esposizione nazionale di Palermo.
- 1896, Società Promotrice di Belle Arti di Genova.
- 1902, Esposizioni presso il Salon Tunisien.

## Onorificenze
- - Cavaliere dell'Ordine della Corona d'Italia
- - Ufficiale dell'Ordine di Nīshān al-Iftikār